# Ringelsdorf (Genthin)
Ringelsdorf ist ein Ortsteil der Ortschaft Tucheim der Stadt Genthin im Landkreis Jerichower Land in Sachsen-Anhalt.

## Geografie
Im Süden von Ringelsdorf fließt der Ringelsdorfer Bach, etwas südlich davon verläuft die Bundesautobahn 2 Berlin–Hannover. Der nächstgelegene Ort ist im Süden Reesdorf. Östlich von Ringelsdorf verläuft die Kreisstraße 1212 von Tucheim nach Magdeburgerforth. Die nächstgelegene Autobahnanschlussstelle ist Ziesar/Schopsdorf.
Im Süden verläuft das waldreiche Landschaftsschutzgebiet Möckern-Magdeburgerforth und das Naturschutzgebiet Magdeburgerforth.

## Geschichte
1514 war Ringelsdorf eine wüste Dorfstätte. Dies geht aus einem Kaufvertrag datiert auf den 25. August 1514 hervor, in dem Lippold von Arnim die wüsten Dorfstätte Ringelsdorf erwarb. 1525 war die Dorfstätte wieder besiedelt. 1540 datiert die Bestätigung derer von Arnim zum Besitz der Ringelsdorfer Mühle. Später entwickelte sich aus mehreren Fluren, unter anderem des Burgbezirkes Tuchheim, ein Gutsbesitz, welcher zeitweise in den Händen derer von Ostau war. Der Johanniter-Ritter Heinrich sen. von Ostau hatte kein direktes Vokationsrecht für die Kirche Ringelsdorf, Filialkirche von Gladau. Heinrich Paul jun. von Ostau (1873–1924) war der letzte adelige Grundbesitzer. Nach dem Verkauf um 1912 kam das Rittergut wieder in bürgerliche Hände, an die Unternehmer- und Buchhändlerfamilie Stilke, begründet von Georg Stilke und bis heute fortgeführt von den Nachfahren.
Bis zum 30. September 1928 war Ringelsdorf ein eigenständiger Gutsbezirk. Am 1. Oktober 1928 wurde der Gutsbezirk Ringelsdorf mit der Landgemeinde Tucheim vereinigt und ist seitdem ein Ortsteil von Tucheim. An den privaten und öffentlich-rechtlichen Besitzbestimmungen änderte sich dadurch nichts, lediglich war das Rittergut juristisch kein eigenständiger Ort mehr. Das Rittergut Ringelsdorf hatte in etwa einen Umfang von nachweislich 1282 ha.
Mit der Auflösung Tucheims als eigenständige Gemeinde am 1. Juli 2009 und der Eingemeindung zur Stadt Genthin wurde Ringelsdorf ein Teil der Stadt Genthin.

## Bauwerke
- Schloss Ringelsdorf
- Dorfkirche Ringelsdorf

## Persönlichkeiten
- Ruth von Ostau (1899–1966), Gutsbesitzerstochter und Schriftstellerin, geboren in Ringelsdorf